# Adam Green

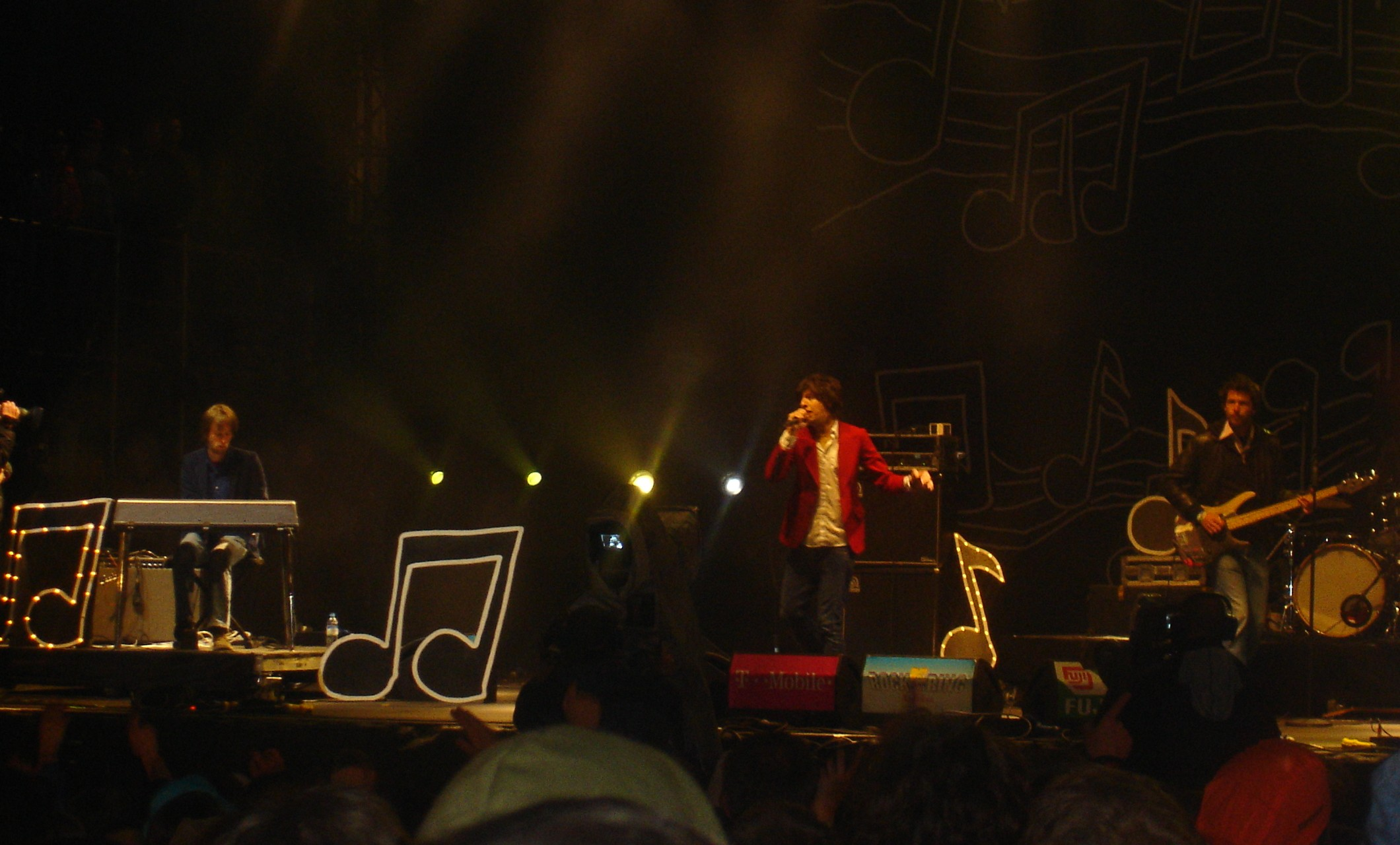
Adam Green en el festival alemán Rock am Ring.

Adam Green (28 de mayo de 1981) es un músico y cantante estadounidense. Aunque comenzó con el grupo The Moldy Peaches, es más conocido por la carrera en solitario que comenzó en 2002. 
Ha sido comparado con Beck Hansen, Ben Folds, Leonard Cohen, Ben Kweller, y Jonathan Richman, pero su personal estilo indie rock-folk ha obtenido una identidad propia en la radiofórmula estadounidense. Aunque también es escuchado en diferentes países europeos como Alemania, donde goza de gran popularidad, y en España, donde es distribuido por Sinnamon Records.
Su hermano Joel, astrónomo, ha aparecido como músico acompañante en muchas de sus canciones.

## Discografía
- 2022: That Fucking Feeling
- 2019: Engine of Paradise
- 2016: Aladdin
- 2013: Adam Green & Binki Shapiro
- 2010: Musik For A Play
- 2010: Minor Love
- 2008: Sixes & Sevens
- 2006: Jacket Full of Danger
- 2005: Gemstones
- 2003: Friends of Mine
- 2002: Garfield